# Erythropterus urucuri
Erythropterus urucuri là một loài bọ cánh cứng trong họ Cerambycidae.